# Scott Murray (cineasta)
Scott Murray é um cineasta e roteirista australiano.
É, ainda, um dos editores do site de crítica cinematográfica Senses of Cinema.

## Filmografia
- Beginnings (1971) - também editor e produtor
- Summer Shadows (1977)
- Australian Movies to the World (1983) filme para TV
- Devil in the Flesh (1989)
- Massenet: His Life and Music (2000) - Documentário